# Елісон Брейдінг
Елісон Брейдінг (нар. 26 лютого 1939 — пом. 7 січня 2011) — британський вчений у галузі фізіології та фармакології гладких м'язів, зокрема сечовивідних шляхів.

## Освіта та молодість
Елісон Брейдінг народилася в Бексгілл-он-Сі та здобула освіту в школі Мейнард, Ексетер, де досягла успіхів у навчанні та спорті, ставши переможницею змагань. Підлітком, відвідуючи своїх батьків у Нігерії, вона захворіла на поліомієліт, з наслідками якого жила все своє життя. Її порятунком став апарат штучного дихання, привезений в Нігерію її батьком, бригадним генералом Норман Брейдінгом.
18-місячний період відновлення у шпиталі Вінгфілд (Оксфорд; нині Наффілдський ортопедичний центр) після гострої фази її хвороби означав, що вона не змогла прийняти пропозицію вивчати медицину в Оксфордському університеті. Натомість вона вивчала зоологію в Бристольському університеті, який закінчила з відзнакою. Вона продовжила навчання в Бристолі, здобувши ступінь доктора філософії, вивчаючи функцію м'язів цистид (аскариди людської) під керівництвом Пітера Колдвелла.

## Дослідження та кар'єра
У 1965 році вона переїхала до Оксфордського університету, щоб працювати з Едіт Бюльбрінг. У 1968 році вона стала дійсним членом і викладачем фізіології в Коледжі Леді Маргарет, Оксфорд, з 1972 року читала лекції з фармакології, а у 1996 році стала професором.
Її дослідження були зосереджені на функції гладких м'язів, зокрема тих, які контролюють скорочення сечового міхура та сечовипускного каналу. У своїх ранніх роботах вона досліджувала роль іонів (зокрема хлориду) у регуляції гладких м'язів, розробці нових способів вимірювання концентрації іонів у клітинах.
У середині кар'єри вона вивчала функцію ліків, які розслаблюють гладкі м'язи, зокрема активаторів калієвих каналів, налагодивши важливі зв'язки з хірургами-урологами в Оксфорді для створення Оксфордської групи утримання. Її подальша робота стосувалася лікування нестабільного сечового міхура, обструкції відтоку сечового міхура, функції анального сфінктера (зокрема, ролі оксиду азоту), ролей тазового дна в підтримці сечовипускання та клітин Кахаля в урогенітальному тракті.

### Роль у навчанні та вихованні
У лабораторії професор Брейдінг відіграла важливу роль у навчанні лабораторних методів цілого покоління хірургів-урологів, а також надихнула на фундаментальні наукові дослідження. Вона особливо пишалася своїм внеском у вивчення гладких м'язів в Японії, де троє з її колишніх студентів доктори філософії, постдокторанти або дійсні члени згодом стали професорами-очільниками відділів (зокрема Хікару Хасітані (Нагоя) і Норійоші Терамото (Сага)). Вона продовжувала регулярну роботу в Оксфордському відділі фармакології до моменту своєї останньої хвороби. Її внесок визнається в Коледжі Леді Маргарет стипендіальним фондом.

### Нагороди та відзнаки
У 2006 році її нагородили медаллю Святого Петра Британської асоціації хірургів-урологів. Їй надали звання почесного члена Фізіологічного товариства (2008) та почесного члена Британського фармакологічного товариства.

### Взаємодія з професійними товариствами
Вона була редактором «Журналу фізіології» та входила до керівної ради Фізіологічного товариства.

### Книги
- Гладкі м'язи, з Едіт Бюльбрінг, Т. Томітою та А. В. Джонсом[9].
- Вегетативна нервова система та її ефекти[10].

## Особисте життя
Надалі вона жила біля каналу в Траппі, графство Оксфордшир, де вона була капітаном свого власного нерроубоута, їй допомагали сім'я, друзі та колеги.
У Елісон розвинувся постполіомієлітний синдром, що означало, що їй було важко стояти без сторонньої допомоги та проблеми з диханням, які прогресували з віком. Ще активно займаючись науковими дослідженнями, у вересні 2010 року вона захворіла на пневмонію, яку не змогла подолати протягом багатьох місяців, проведених у лікарні, що можна стверджувати через її слабкість зумовлену постполіомієлітним синдромом. Як писав біограф:
Роль королеви-войовниці - безперечно її: лідер чоловіків і жінок, люта захисниця та піклувальниця тих, хто знаходиться під її опікою, проникливий та критичний суддя. Життєрадісна, оптимістична, відчайдушно незалежна, діловита та безпосередня, з особливим відношенням до своїх друзів-науковців і друзів з лікарні.